# Muskarinski acetilholinski receptor M1
Muskarinski acetilholinski receptor M1 (holinergički receptor, muskarinski 1) je muskarinski receptor.
Za ovaj receptor je nađeno da posreduje spori ekscitatorni postsinaptički potencijal u ganglionima postganglionskim nervima. On je visoko zastupljen u eksokrinim žlezdama i u CNS-u.
On se predominantno vezuje za Gq klasu G proteina, koja stimuliše dejstvo fosfolipaze C i stoga inozitol trisfosfata i signalnog puta intracelularnog kalcijuma.

## Efekti
- EPSP u autonomnom ganglionu
- sekrecija iz pljuvačnih žlezdi
- sekrecija želudačne kiseline u želucu[5]
- CNS (memorija)[6]
- vagalno indukovana bronhokonstrikcija[5]

## Mehanizam
On formira spregu sa , i u manjoj meri  i . To dovodi do sporog EPSP i umanjene K+ provodnosti.

## Ligandi
- acetilholin
- karbahol[6]
- - mešoviti M1/M4 agonist[6]
- - mešoviti M1/M3 agonist
- Oksotremorin
- Vedaklidin
- Ksanomelin
- Muskarin
- selektivni M1 alosterni agonist

### Alosterni modulatori
- benzilhinolon karboksilna kiselina[8]
- [9]
- [9]

### Antagonisti
- atropin[6]
- dicikloverin[6]
- tolterodin[6]
- oksibutinin[6]
- ipratropijum[6]
- mamba toksin muskarinski toksin 7 (MT7)[6]
- pirenzepin
- telenzepin

## Gen
Ovaj receptor je kodiran humanim genom . On se nalazi na 11q13.

## Literatura
- Rang HP, Dale MM, Ritter JM, Moore PK (2003). „10”. Pharmacology (5th изд.). Elsevier Churchill Livingstone. стр. 139.  0-443-07145-4.
- Johnson, Gordon (2002). PDQ Pharmacology (2nd изд.). Hamilton, Ontario: BC Decker Inc. стр. 311 pages.  1-55009-109-3.

- Goyal RK; Underhill, Lisa H.; Goyal, Raj K. (1989). „Muscarinic receptor subtypes. Physiology and clinical implications.”. N. Engl. J. Med. 321 (15): 1022—9. PMID 2674717. doi:10.1056/NEJM198910123211506.
- Brann MR; Ellis J; Jørgensen H;  . (1994). „Muscarinic acetylcholine receptor subtypes: localization and structure/function.”. Prog. Brain Res. 98: 121—7. PMID 8248499. doi:10.1016/S0079-6123(08)62388-2.
- Nitsch RM, Slack BE, Wurtman RJ, Growdon JH (1992). „Release of Alzheimer amyloid precursor derivatives stimulated by activation of muscarinic acetylcholine receptors.”. Science. 258 (5080): 304—7. PMID 1411529. doi:10.1126/science.1411529.
- Arden JR; Nagata O; Shockley MS;  . (1992). „Mutational analysis of third cytoplasmic loop domains in G-protein coupling of the HM1 muscarinic receptor.”. Biochem. Biophys. Res. Commun. 188 (3): 1111—5. PMID 1445347. doi:10.1016/0006-291X(92)91346-R.
- Gutkind JS, Novotny EA, Brann MR, Robbins KC (1991). „Muscarinic acetylcholine receptor subtypes as agonist-dependent oncogenes.”. Proc. Natl. Acad. Sci. U.S.A. 88 (11): 4703—7. PMC 51734 . PMID 1905013. doi:10.1073/pnas.88.11.4703.
- Chapman CG, Browne MJ (1990). „Isolation of the human ml (Hml) muscarinic acetylcholine receptor gene by PCR amplification.”. Nucleic Acids Res. 18 (8): 2191. PMC 330717 . PMID 2336407. doi:10.1093/nar/18.8.2191.
- Ashkenazi A, Ramachandran J, Capon DJ (1989). „Acetylcholine analogue stimulates DNA synthesis in brain-derived cells via specific muscarinic receptor subtypes.”. Nature. 340 (6229): 146—50. PMID 2739737. doi:10.1038/340146a0.
- Bonner TI, Buckley NJ, Young AC, Brann MR (1987). „Identification of a family of muscarinic acetylcholine receptor genes.”. Science. 237 (4814): 527—32. PMID 3037705. doi:10.1126/science.3037705.
- Peralta EG; Ashkenazi A; Winslow JW;  . (1988). „Distinct primary structures, ligand-binding properties and tissue-specific expression of four human muscarinic acetylcholine receptors.”. EMBO J. 6 (13): 3923—9. PMC 553870 . PMID 3443095.
- Allard WJ, Sigal IS, Dixon RA (1988). „Sequence of the gene encoding the human M1 muscarinic acetylcholine receptor.”. Nucleic Acids Res. 15 (24): 10604. PMC 339984 . PMID 3697105. doi:10.1093/nar/15.24.10604.
- Svoboda P, Milligan G (1994). „Agonist-induced transfer of the alpha subunits of the guanine-nucleotide-binding regulatory proteins Gq and G11 and of muscarinic m1 acetylcholine receptors from plasma membranes to a light-vesicular membrane fraction.”. Eur. J. Biochem. 224 (2): 455—62. PMID 7925360. doi:10.1111/j.1432-1033.1994.00455.x.
- Crespo P; Xu N; Daniotti JL;  . (1994). „Signaling through transforming G protein-coupled receptors in NIH 3T3 cells involves c-Raf activation. Evidence for a protein kinase C-independent pathway.”. J. Biol. Chem. 269 (33): 21103—9. PMID 8063729.
- Russell M, Winitz S, Johnson GL (1994). „Acetylcholine muscarinic m1 receptor regulation of cyclic AMP synthesis controls growth factor stimulation of Raf activity.”. Mol. Cell. Biol. 14 (4): 2343—51. PMC 358601 . PMID 8139539.
- Offermanns S; Wieland T; Homann D;  . (1994). „Transfected muscarinic acetylcholine receptors selectively couple to Gi-type G proteins and Gq/11.”. Mol. Pharmacol. 45 (5): 890—8. PMID 8190105.
- Mullaney I; Mitchell FM; McCallum JF;  . (1993). „The human muscarinic M1 acetylcholine receptor, when express in CHO cells, activates and downregulates both Gq alpha and G11 alpha equally and non-selectively.”. FEBS Lett. 324 (2): 241—5. PMID 8508928. doi:10.1016/0014-5793(93)81401-K.
- Courseaux A; Grosgeorge J; Gaudray P;  . (1997). „Definition of the minimal MEN1 candidate area based on a 5-Mb integrated map of proximal 11q13. The European Consortium on Men1, (GENEM 1; Groupe d'Etude des Néoplasies Endocriniennes Multiples de type 1).”. Genomics. 37 (3): 354—65. PMID 8938448.
- Ishiyama A, López I, Wackym PA (1998). „Molecular characterization of muscarinic receptors in the human vestibular periphery. Implications for pharmacotherapy.”. The American journal of otology. 18 (5): 648—54. PMID 9303164.
- Ishizaka N; Noda M; Yokoyama S;  . (1998). „Muscarinic acetylcholine receptor subtypes in the human iris.”. Brain Res. 787 (2): 344—7. PMID 9518684. doi:10.1016/S0006-8993(97)01554-0.
- „Acetylcholine receptors (muscarinic): M1”. IUPHAR Database of Receptors and Ion Channels. International Union of Basic and Clinical Pharmacology. Архивирано из оригинала 02. 01. 2015. г.